# Miguel Baidal
Miguel Baidal (20 de julio de 2001) es un deportista español que compite en atletismo, especialista en las carreras de fondo y campo a través. En el Campeonato Europeo de Atletismo Sub-23 de 2023 consiguió una medalla de bronce en la prueba de 10 000 m.

## Competiciones internacionales
| Representando a España | Representando a España    | Representando a España | Representando a España | Representando a España | Representando a España |
| Año                    | Competición               | Lugar                  | Posición               | Prueba                 | Tiempo                 |
| ---------------------- | ------------------------- | ---------------------- | ---------------------- | ---------------------- | ---------------------- |
| 2023                   | Campeonato Europeo Sub-23 | Espoo                  | Medalla de bronce      | 10 000 m               | 29:14.91               |
| 2024                   | Campeonato Iberoamericano | Cuiaba                 | Medalla de plata       | 10 km                  | 30:00                  |